# الانچه
الانچه (به فرانسوی: Allanche) یک کمون در فرانسه است که در Canton of Allanche واقع شده‌است.

## خصوصیات
الانچه ۴۹٫۸۹ کیلومترمربع مساحت و ۸۹۱ نفر جمعیت دارد و ۹۶۸ متر بالاتر از سطح دریا واقع شده‌است.